# Сенді Моджер
Сенді Моджер (англ. Sandy Moger, нар. 21 березня 1969, Ван-Хандред-Майл-Хаус) — канадський хокеїст, що грав на позиції крайнього нападника.

## Ігрова кар'єра
Професійну хокейну кар'єру розпочав 1992 року.
1989 року був обраний на драфті НХЛ під 176-м загальним номером командою «Ванкувер Канакс».
Протягом професійної клубної ігрової кар'єри, що тривала 16 років, захищав кольори команд «Лос-Анджелес Кінгс», «Бостон Брюїнс», «Ессят», «ГІФК», «Крефельд» та «Швеннінгер».